# Rask Hovedgård
Rask Hovedgård er en gammel hovedgård, som blev udstykket i 1921, gården nævnes første gang i 1492. Der er i dag kun 15,5 hektar tilbage af den store herregård. Rask Hovedgård ligger i Hvirring Sogn i Hedensted Kommune. Hovedbygningen er opført i 1840-1842.

## Ejere af Rask Hovedgård
- (før 1492) Slægten Grøn
- (1492-1498) Lars Grøn
- (1498-1532) Søren Gødesen / Erik Gødesen
- (1532-1543) Søren Gødesen
- (1543-1552) Enke Fru Karen Gødesen
- (1552-1577) Ivar Sørensen Rask Gødesen
- (1577-1587) Barbara Splidsdatter Fasti gift Gødesen
- (1587) Maren Sørensdatter Gødesen gift Glambek
- (1587-1591) Claus Niels Glambek
- (1591-1592) Maren Sørensdatter Gødesen gift Glambek
- (1592-1609) Birgitte Rosenkrantz gift Glambek
- (1609) Sophie Clausdatter Glambek gift Pax
- (1609-1634) Mogens Pax
- (1634-1642) Mogens Pax / Christoffer Mogensen Pax
- (1642-1650) Christoffer Mogensen Pax
- (1650-1661) Hilleborg Bille gift Pax
- (1661-1683) Enke Fru Mette Grubbe gift Ulfeld
- (1683-1686) Alexander Grubbe
- (1686-1689) Alexander Grubbe / Mourids Hansen Høyer
- (1689-1722) Mourids Hansen Høyer
- (1722-1723) Mourids Hansen Høyers dødsbo
- (1723-1731) Henrik de Lasson
- (1731-1764) Hans Marcussen
- (1764-1766) Hans Marcussens dødsbo
- (1766-1776) Laurids Ammitzbøll
- (1776-1791) Andreas Bjørn nr1
- (1791-1810) Andreas Emanuel Andreasen Bjørn nr2
- (1810-1811) Charlotte Nicoline Qvottrup gift (1) Bjørn (2) Bechmann
- (1811-1836) H. G. Bechmann
- (1836-1837) Charlotte Nicoline Qvottrup gift (1) Bjørn (2) Bechmann
- (1837-1839) Johannes P. Frich
- (1839-1842) P. E. Abell
- (1842-1853) A. J. A. Nielsen
- (1853-1902) Herman Christiansen
- (1902-1918) Ebbe Sørensen Høllund
- (1918-1921) Konsortium
- (1921-1922) Skanderborg Amts Udstykningsforening
- (1922-1945) Enke Fru Dorph-Broager (hovedbygningen)
- (1945-1985) Anna Jensen / H. Andreasen (hovedbygningen)
- (1985-1989) Harry Andreasen, Ejgil Andreasen, Hanna Rask Grøndal
- (1989-1990) Malmberg
- (1990-1992) Kreditforeningen
- (1992-) Mogens Reenberg / Henny Reenberg (hovedbygningen)